# Marquisat de Ceva
Pour les articles homonymes, voir Ceva (homonymie).
Le marquisat de Ceva est un fief impérial construit sur la marche Alérame sur la base des terres de Boniface del Vasto à sa mort en 1125. Situé dans le sud du Piémont avec pour chef-lieu Ceva.

## Historique
Le marquisat est créé en 1125 à la mort de Boniface del Vasto, de la famille Alérame, son fils Anselme devenant le premier marquis du nouvel État. Il acquiert une partie de la province de Clavesana de son frère Ugo, mais à la mort d'Anselme, Ceva (attribuée à son fils Guglielmo) est à nouveau séparée de Clavesana, qui revient à son autre fils Boniface.
Le marquisat est divisé en plusieurs petits États et sa fortune commença à décliner. Le marquis Giorgio Nano doit alors se soumettre à la commune d'Asti, de plus en plus puissante, qui avait auparavant aidé au XIIe siècle le marquis Guglielmo II à étendre ses territoires . Affaibli par des conflits internes, le marquisat se soumet à Amédée V de Savoie le 22 février 1313. Durant les guerres entre les marquisats de Saluces, du  Montferrat et des Angevins, Ceva jure fidélité à Jean II de Montferrat. En 1352, il est conquis par la famille Visconti de Milan, qui sont repoussés par le marquis en 1356.
Le marquisat fragmenté est finalement acquis par le duc d'Orléans, puis par le duché de Savoie en 1531.